# Ossie Davis

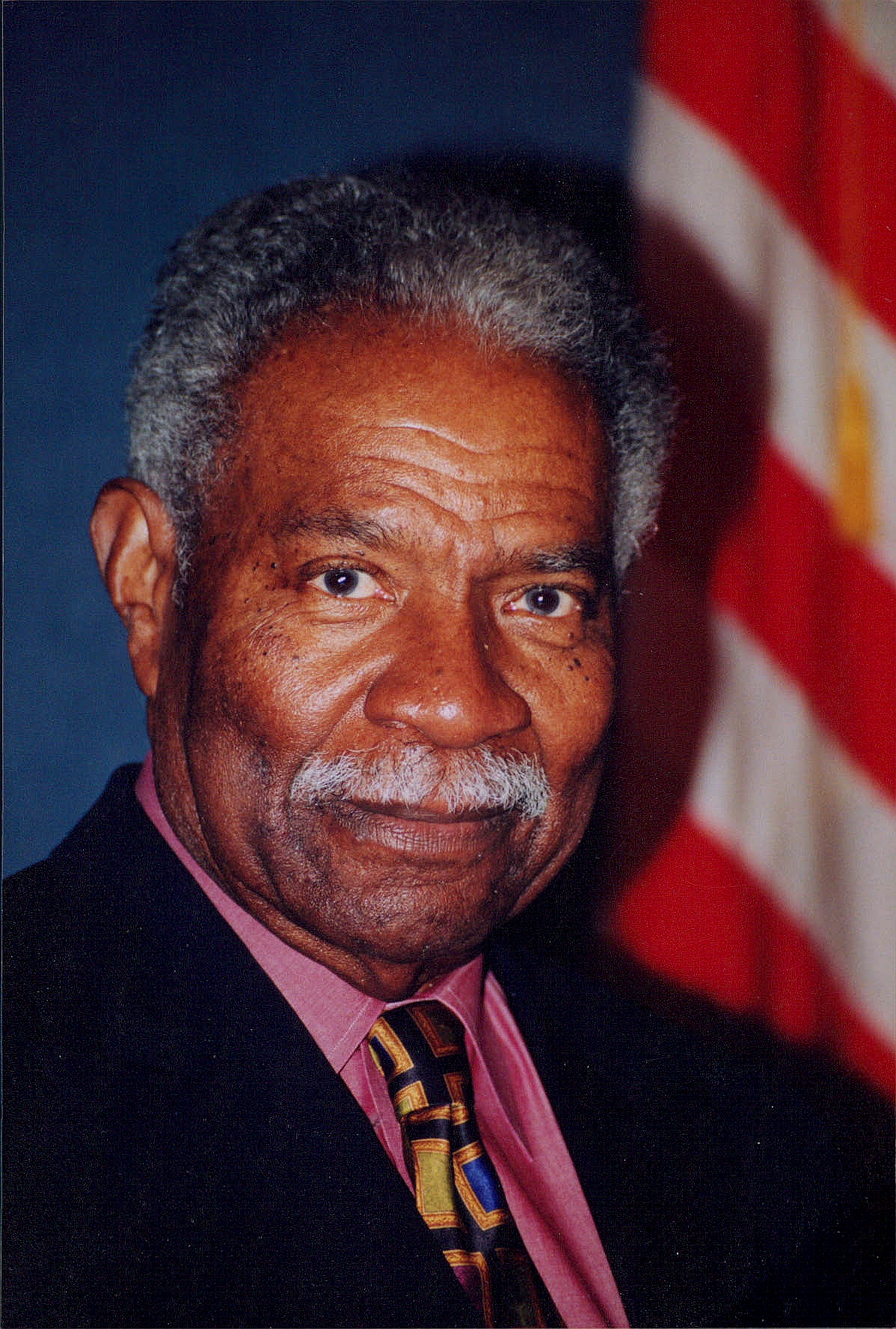
Ossie Davis (2000)

Ossie Davis (eigentlich Raiford Chatman Davis, * 18. Dezember 1917 in Cogdell, Clinch County, Georgia; † 4. Februar 2005 in Miami, Florida) war ein US-amerikanischer Schauspieler, Regisseur, Bühnenautor und Bürgerrechtler.

## Leben
Seine schauspielerische Karriere, die sich über sieben Jahrzehnte erstreckte, begann 1939 in der Harlemer Theatergruppe Rose McClendon Players. Seine erste Filmrolle spielte er 1950 in Der Haß ist blind (No Way Out) an der Seite von Sidney Poitier.
Davis hatte die gleichen Schwierigkeiten wie die meisten afro-amerikanischen Darsteller seiner Generation: Er wollte zwar arbeiten, aber nicht nur die Rollen von Dienern und anderen Untergebenen spielen, die schwarzen Schauspielern in dieser Zeit meist angeboten wurden. Anstelle dessen versuchte er, Poitier zu folgen und angesehenere Charaktere zu spielen, oder zumindest, wenn er schon einen „Pullman Porter“ (Schlafwagenschaffner) oder einen Butler spielen musste, diesen Figuren Charakter und Würde zu verleihen. In dieser Hinsicht besonders erfolgreich war er mit seiner Hauptrolle in Sydney Pollacks schräger Westernkomödie Mit eisernen Fäusten an der Seite von Burt Lancaster und Telly Savalas. In den 1970er Jahren führte er auch in einigen Filmen Regie, wovon nur die Filme Wenn es Nacht wird in Manhattan (1970) und Jagd auf linke Brüder (1973) in die deutschen Kinos kamen.
Als Filmschauspieler fand Davies erst spät größere Beachtung, dadurch dass er ab den späten 1980er-Jahren in einigen Filmen von Spike Lee mitwirkte, so zum Beispiel in Do the Right Thing (1989), Jungle Fever (1991), Malcolm X (1992). Zu seinen bekanntesten Filmen zählen daneben Ein verrücktes Paar (1993) mit Jack Lemmon und Walter Matthau, der Thriller Der Klient (1994) von Joel Schumacher sowie Dr. Dolittle (1998) mit Eddie Murphy in der Titelrolle. 2002 spielte er eine seltene Kino-Hauptrolle in der Horrorkomödie Bubba Ho-Tep, in der er einen senilen Altenheimbewohner verkörpert, der sich für John F. Kennedy hält.
Davis übernahm zwischen 1955 und 2004 auch viele Rollen in Fernsehproduktionen, so z. B. die Hauptrolle in der TV-Verfilmung von Eugene O’Neills Stück Emperor Jones (1955), oder in der Serie Roots – Die nächsten Generationen (1979), der Sitcom Daddy schafft uns alle (1991–1994) oder zuletzt in der Serie The L Word – Wenn Frauen Frauen lieben. Daneben sprach Davis für einige Werbespots die Hintergrundstimme; davon bekannt wurde vor allem der Satz für das American Negro College Fund: „A mind is a terrible thing to waste.“
Ossie Davis und seine Frau, die Schauspielerin Ruby Dee, die er im Dezember 1948 heiratete und mit der er drei Kinder hatte, waren auch bekannt für ihr bürgerrechtliches Engagement. Sie waren befreundet mit Malcolm X, Jesse Jackson, Martin Luther King und anderen prominenten Bürgerrechtlern. Davis schrieb die Grabrede auf Malcolm X; Teile dieser Rede sprach er zum Ende des Films Malcolm X von Spike Lee. Er schrieb außerdem ein Buch über Martin Luther King Jr.
Der 87-jährige Ossie Davis wurde am 4. Februar 2005 in seinem Hotelzimmer in Miami, wo er an einem neuen Film arbeitete, von seinem Enkel tot aufgefunden.
Davies war ein Mitglied im Bund der Freimaurer, seine Loge ist unter der Prince Hall Großloge konstituiert.

## Filmografie

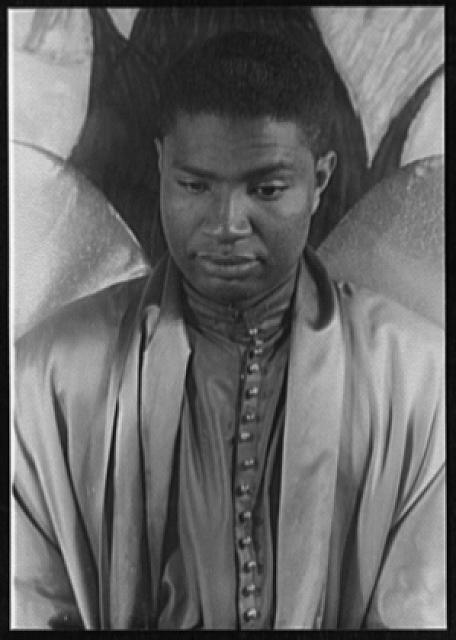
Ossie Davis (1951, Fotograf: Carl Van Vechten)

### Als Regisseur
- 1970: Wenn es Nacht wird in Manhattan (Cotton Comes to Harlem)
- 1970: Kongi’s Harvest
- 1972: Black Girl
- 1973: Jagd auf linke Brüder (Gordon’s War)
- 1976: Countdown at Kusini

### Als Filmschauspieler
- 1950: Der Haß ist blind (No Way Out)
- 1951: Vierzehn Stunden (Fourteen Hours)
- 1953: Der braune Bomber (The Joe Louis Story)
- 1963: Der Kardinal (The Cardinal)
- 1963: Gone Are the Days! – Regie: Nicholas Webster
- 1964: Der Mörder mit der Gartenschere (Shock Treatment) – Regie: Denis Sanders
- 1965: Ein Haufen toller Hunde (The Hill)
- 1966: A Man Called Adam – Regie: Leo Penn
- 1967: Auf der Flucht (The Fugitive, Fernsehserie, Episode 92)
- 1968: Mit eisernen Fäusten (The Scalphunters)
- 1969: Sklaven (Slaves) – Regie: Herbert J. Biberman
- 1969: Sam Whiskey
- 1969: Bonanza (Fernsehserie, Folge The Wish)
- 1972: The Silent Revolution (Dokumentarfilm, Erzähler) – Regie: Edouard de Laurot und Eckehard Munck
- 1973: Wattstax (Dokumentarfilm)
- 1975: Drehn wir noch’n Ding (Let’s Do It Again)
- 1976: Countdown at Kusini
- 1979: Heiße Ware (Hot Stuff) – Regie: Dom DeLuise
- 1984: Harry & Sohn (Harry and Son)
- 1984: The House of God – Regie: Donald Wrye
- 1985: Angel kehrt zurück (Avenging Angel) – Regie: Robert Vincent O’Neill
- 1988: School Daze – Regie: Spike Lee
- 1989: Do the Right Thing
- 1989–1990: B.L. Stryker (Fernsehserie)
- 1990: Joe gegen den Vulkan (Joe Versus the Volcano)
- 1991: Jungle Fever
- 1991: Preminger: Anatomy of a Filmmaker (Dokumentarfilm) – Regie: Valerie A. Robins
- 1992: Malcolm X
- 1992: Fäuste – Du mußt um Dein Recht kämpfen (Gladiator)
- 1993: Ein verrücktes Paar – Alt verkracht und frisch verliebt (Grumpy Old Men)
- 1993: Ein Cop und ein Halber (Cop and ½)
- 1994: Der Klient (The Client)
- 1994: Stephen Kings The Stand – Das letzte Gefecht (The Stand)
- 1996: Ich bin nicht Rappaport (I’m Not Rappaport)
- 1996: Get on the Bus – Regie: Spike Lee
- 1997: 4 Little Girls (Dokumentarfilm) – Regie: Spike Lee
- 1997: Die 12 Geschworenen (Twelve Angry Men)
- 1998: Dr. Dolittle
- 1998: Alyson’s Closet – Regie: Rick Page
- 1999: The Unfinished Journey (Dokumentarfilm) – Regie: Steven Spielberg
- 2000: Here’s to Life! – Regie: Arne Olsen
- 2000: Dinosaurier (Dinosaur) (Stimme)
- 2001: Voice of the Voiceless (Dokumentarfilm) – Regie Tania Cuevas-Martinez
- 2001: The Gospel According to Mr. Allen (Dokumentarfilm) – Regie: Edward Rosenstein
- 2002: Bubba Ho-Tep
- 2002: Why Can’t We Be a Family Again? (Dokumentar-Kurzfilm)
- 2003: The L Word – Wenn Frauen Frauen lieben (The L Word) (Fernsehserie)
- 2003: The Story Behind Baadasssss!: The Birth of Black Cinema (Dokumentar-Kurzfilm)
- 2003: Beah: A Black Woman Speaks (Dokumentarfilm) – Regie: Lisa Gay Hamilton
- 2003: Nat Turner: A Troublesome Property (Dokumentarfilm) – Regie: Charles Burnett
- 2003: Unchained Memories: Readings from the Slave Narratives (Dokumentarfilm) – Regie: Ed Bell / Thomas Lennon
- 2004: Proud – Regie: Mary Pat Kelly
- 2004: She Hate Me – Regie: Spike Lee
- 2005: A Trumpet at the Walls of Jericho (Dokumentarfilm) – Regie: Michael Kirk

## Auftritte am Theater
- 1946: Jeb
- 1948: The Leading Lady
- 1949: The Smile of the World
- 1950: The Wisteria Trees von Joshua Logan
- 1951/1952: Remains to Be Seen von Howard Lindsay
- 1951: The Green Pastures von Marc Connelly
- 1953: Touchstone
- 1957–1959: Jamaica
- 1959/1960: A Raisin in the Sun
- 1961/1962: Purlie Victorious von Ossie Davis
- 1963: Ballad for Bimshire[4]
- 1965/1966: The Zulu and the Zayda (Musical von Harold Rome)
- 1985–1988: I’m Not Rappaport von Herb Gardner